# Otràdnaia
Otràdnaia - Отрадная (rus) - és una stanitsa del krai de Krasnodar, a Rússia. Es troba a la zona dels vessants septentrionals del Caucas, a la vora esquerra del riu Urup, en la confluència amb els rius Bolxoi Teguín, Kuntimes i Djelmes.
Pertanyen a aquesta stanitsa els khútors de Sadovi, Otrado-Soldatski, Novo-Urupski i Pokrovski.

## Història
L'stanitsa fou fundada el 1857 com una fortalesa militar a l'emplaçament d'un aül adigués amb el nom d'Ust-Tinguínskaia, com a part de la línia defensiva del Caucas contra els pobles de la muntanya. Habitada per cosacs del Caucas i del Don, fou després la seu de la 5a brigada dels Cosacs del Kuban.
Va viure-hi el dissident polonès Jarosław Dąbrowski.
El 1873 fou assignada a l'otdel de Batalpaixinskaia, de la província de Kuban, a l'aleshores Imperi Rus.
El 19 de juliol del 1924 és designada com a centre administratiu del nou raion d'Otràdnaia, que a partir del 1937 pertany ja al krai de Krasnodar.

## Clima
| Dades climàtiques a Otràdnaia                  | Dades climàtiques a Otràdnaia | Dades climàtiques a Otràdnaia | Dades climàtiques a Otràdnaia | Dades climàtiques a Otràdnaia | Dades climàtiques a Otràdnaia | Dades climàtiques a Otràdnaia | Dades climàtiques a Otràdnaia | Dades climàtiques a Otràdnaia | Dades climàtiques a Otràdnaia | Dades climàtiques a Otràdnaia | Dades climàtiques a Otràdnaia | Dades climàtiques a Otràdnaia | Dades climàtiques a Otràdnaia |
| Mes                                            | gen                           | febr                          | març                          | abr                           | maig                          | juny                          | jul                           | ag                            | set                           | oct                           | nov                           | des                           | anual                         |
| ---------------------------------------------- | ----------------------------- | ----------------------------- | ----------------------------- | ----------------------------- | ----------------------------- | ----------------------------- | ----------------------------- | ----------------------------- | ----------------------------- | ----------------------------- | ----------------------------- | ----------------------------- | ----------------------------- |
| Màxima mitjana °C (°F)                         | 1.4 (34.5)                    | 1.7 (35.1)                    | 6.4 (43.5)                    | 13.9 (57)                     | 19.1 (66.4)                   | 22.5 (72.5)                   | 25.8 (78.4)                   | 25.0 (77)                     | 20.5 (68.9)                   | 14.6 (58.3)                   | 7.6 (45.7)                    | 2.4 (36.3)                    | 13.41 (56.13)                 |
| Mínima mitjana °C (°F)                         | −4 (25)                       | −4.8 (23.4)                   | −0.8 (30.6)                   | 4.9 (40.8)                    | 9.3 (48.7)                    | 12.8 (55)                     | 15.8 (60.4)                   | 15.3 (59.5)                   | 11.2 (52.2)                   | 6.5 (43.7)                    | 1.4 (34.5)                    | −3 (27)                       | 5.38 (41.73)                  |
| Precipitació mitjana mm (polzades)             | 74 (2.91)                     | 68 (2.68)                     | 65 (2.56)                     | 73 (2.87)                     | 83 (3.27)                     | 105 (4.13)                    | 82 (3.23)                     | 78 (3.07)                     | 74 (2.91)                     | 90 (3.54)                     | 89 (3.5)                      | 88 (3.46)                     | 969 (38.13)                   |
| Font: Temperatures del krai de Krasnodar (rus) |                               |                               |                               |                               |                               |                               |                               |                               |                               |                               |                               |                               |                               |